# 丹生官省符神社

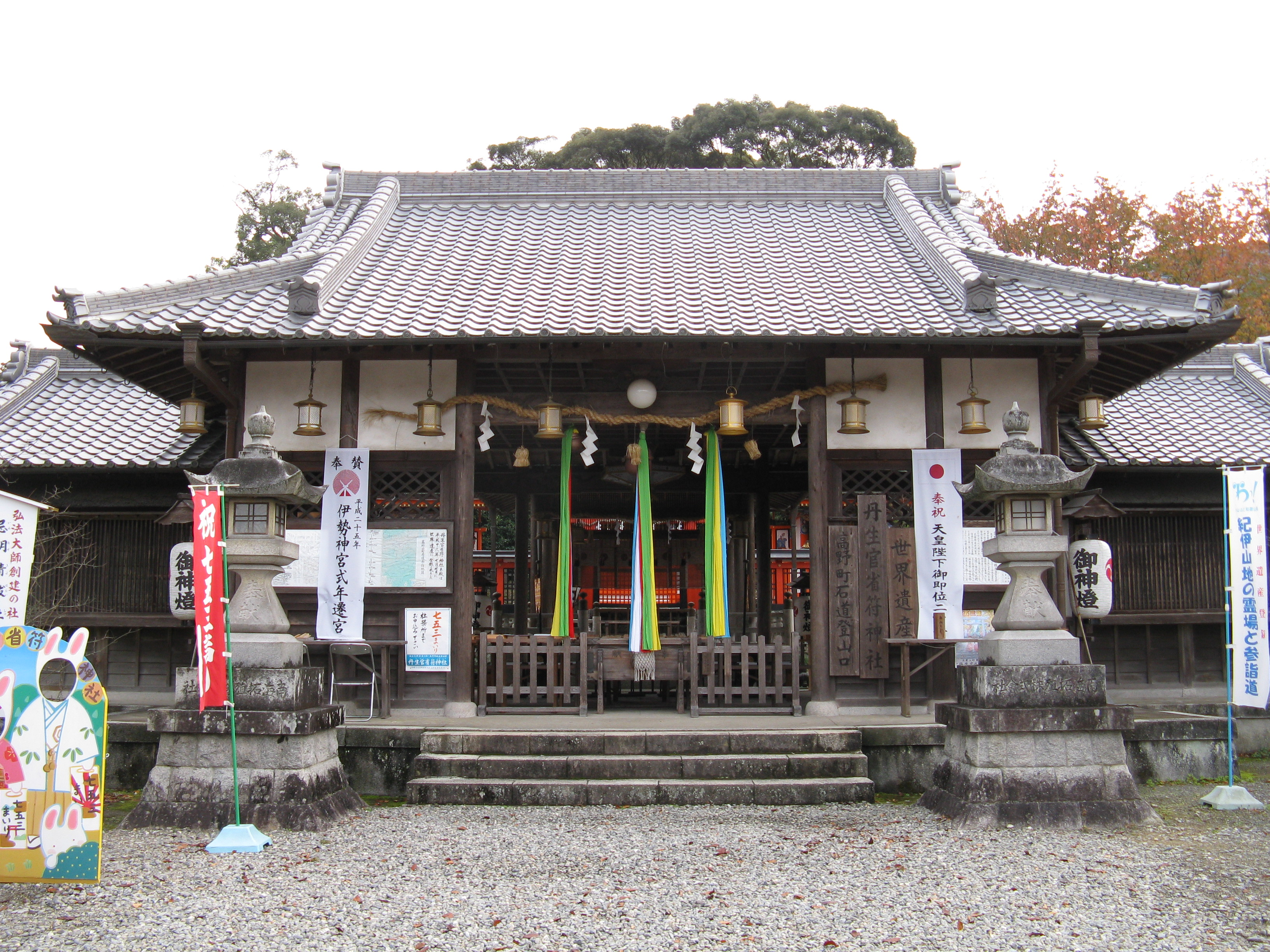
拝殿

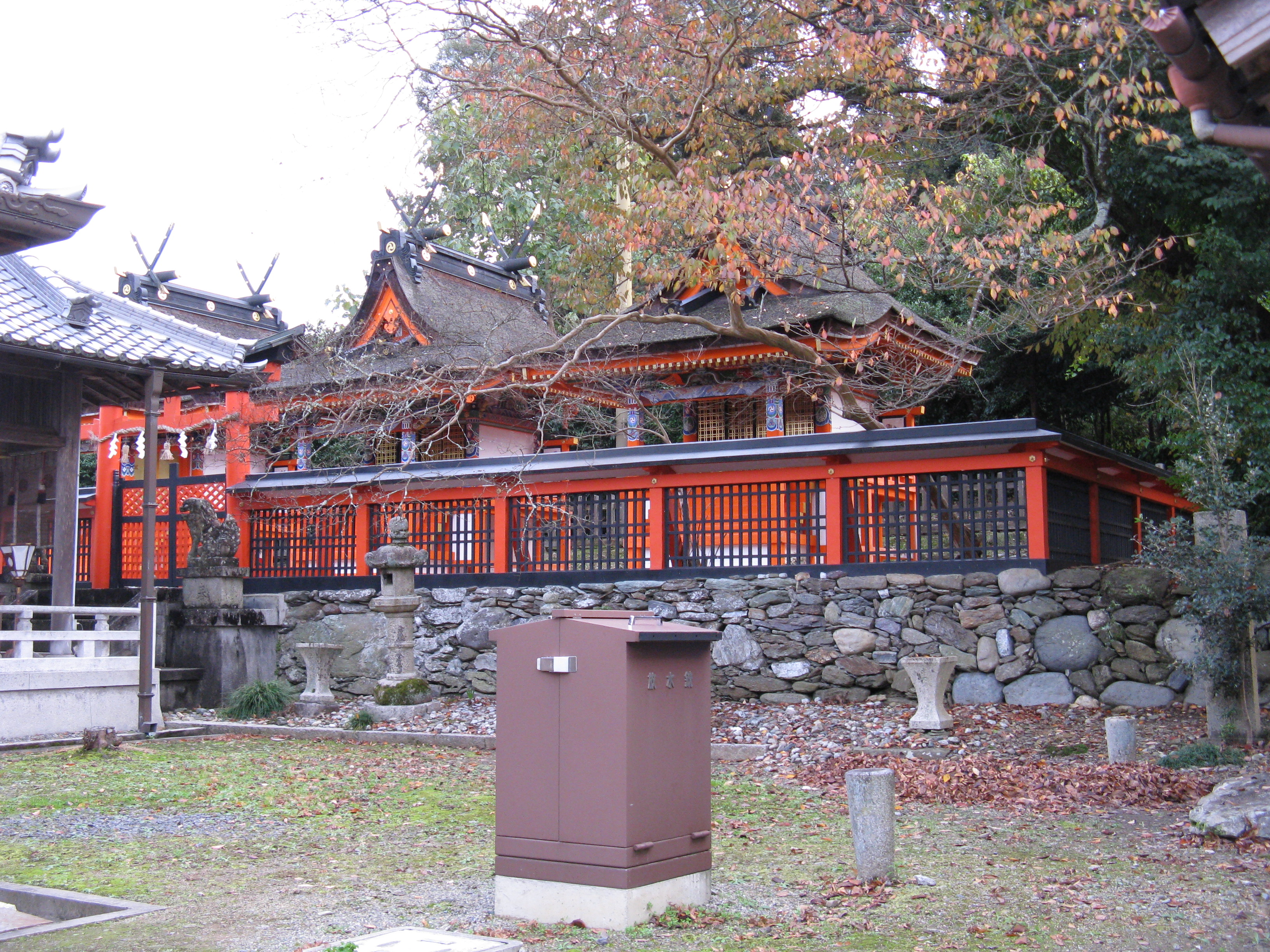
本殿

丹生官省符神社（にうかんしょうぶじんじゃ）は、和歌山県伊都郡九度山町慈尊院にある神社。旧社格は郷社。九度山町慈尊院集落の南部に位置する。
本殿は国の重要文化財（建造物）、境内は国の史跡「高野山参詣道」を構成する「町石道」の一部として史跡に指定されている。ユネスコの世界遺産『紀伊山地の霊場と参詣道』（2004年〈平成16年〉7月登録）の構成資産の一部として登録されている。

## 歴史
空海（弘法大師）が真言密教の道場の根拠地を求め歩いて大和国宇智郡に入ったとき、そこで猟師の姿に扮した地主神・狩場明神（高野御子大神）に紀伊国にある霊地・高野山の存在を教えられた。狩場明神はその使いである白・黒二匹の犬に空海を高野山まで導かせた。この後、弘仁7年（816年）、空海は嵯峨天皇から高野山の地を賜った。この縁により、空海は高野山の地主神狩場明神とその母である丹生都比売大神を高野山の入り口である当地に丹生高野明神社として祀ることとした。また、諸天善神への祈願地としてこの地を天と神に通じる地ということで別名を神通寺としたが、当社の社名は、丹生七社大明神や丹生神社へと変わっていった。当社の建立と同時に当社の入り口である石段の下には高野山の政所として慈氏寺（現・慈尊院）も建立されている。慈氏寺の壇（弥勒の壇）と神通寺の壇（明神の壇）を合わせて慈尊院と呼ばれた。
当社は高野山の領する官省符荘の鎮守とされ、応永3年（1396年）の文書に「官省符鎮守・神通寺七社」との記録がある（『官省符荘庁番殿原請文』）。
この他にも神通寺七社明神の記録があり、七社のほかに十二王子社・百二十番神社などの名前が挙げられている。また、『紀伊続風土記』によれば、七社のうち丹生・高野の両神は弘仁年間（810年 - 824年）に空海が勧請し、十二王子と百二十番神の2社が同時に勧請され、気比・厳島の2神は文明年間（1469年 - 1487年）に勧請されたと伝えられており、これら4社は天文年間（1532年 - 1555年）の紀ノ川洪水によって昔の境内が沈んでしまったので移転したという。
明治時代に慈尊院から独立し、1910年（明治43年）に九度山、入郷、慈尊院（現・九度山町）にあった諸社を合祀している。また、郷社に列せられている。1946年（昭和21年）、丹生官省符神社の社号に改められた。
境内の北にある階段を下がると途中に町石・百八十町石があり、さらに下ると慈尊院がある。

## 祭神
- 主祭神
  - 第一殿：丹生都比売大神（丹生明神）、高野御子大神（狩場明神、高野明神。真言密教の守護神で丹生都比売大神の御子）、天照大御神（天照大神）
  - 第二殿：大食都比売大神（気比明神）、誉田別大神（八幡大神）、天児屋根大神（春日大神）
  - 第三殿：市杵島比売大神（厳島明神）

もとは丹生都比売大神、高野御子大神、大食都比売大神、市杵島比売大神の四神に太神宮（天照大御神）、八幡神、春日明神の三社を合わせて祀り、神通寺七社明神とも呼んだ。

## 境内
- 本殿第一殿（重要文化財） - 永正14年（1517年）再建。
- 本殿第二殿（重要文化財） - 永正14年（1517年）再建。
- 本殿第三殿（重要文化財） - 天文10年（1541年）再建。
- 幣殿
- 拝殿
- 社務所
- 招魂社
- 神宮遙拝所
- 高野山遙拝所

## 文化財

### 重要文化財
- 丹生官省符神社本殿 3棟 附：宮殿4棟、棟札 2枚 - 1965年（昭和40年）5月29日、重要文化財（建造物）指定。社殿3棟は当地における神社建築様式を良好な保存状態で伝える[2]。

### 国の史跡
- 境内 - 町石道。1977年（昭和52年）7月14日指定、1997年（平成9年）3月6日追加指定の一部[3][4]。

※2015年10月7日に、既指定の史跡「高野山町石道」に「黒河道」「京大坂道不動坂」「三谷坂」「女人道」を追加指定した際に、指定名称が「高野山町石道」から「高野参詣道」に変更された。同時に、既指定の「高野山町石道」は「町石道」に名称変更された。

### 和歌山県指定有形文化財
- 鼎 - 1口。1959年（昭和34年）8月18日有形文化財（美術工芸品）指定。室町時代・永正14年銘[9]。
- 獅子頭 - 2面。1967年（昭和42年）4月14日有形文化財（美術工芸品）指定。室町時代の作と推定される[9][10]。

### 九度山町指定有形文化財
- 丹生官省符神社石造鳥居
- 丹生官省符神社石段
- 粉河の住国次太刀 2口（八幡大菩薩太刀、神通寺大明神太刀）

### 世界遺産
2004年（平成16年）7月、ユネスコの世界遺産「紀伊山地の霊場と参詣道」を構成する「高野山」の本山地区の一部として、本殿は記念工作物、境内は遺跡として登録された。

## 前後の札所
神仏霊場巡拝の道
10 慈尊院　-　11 丹生官省符神社　-　12 丹生都比売神社

## アクセス
- 南海高野線九度山駅より徒歩約20分
- 西日本旅客鉄道和歌山線高野口駅より徒歩約30分